# شوإيتشي أإيهمورا
شوإيتشي أُإيهمورا (باليابانية: 植村 修一) (3 ديسمبر 1966 في ناغاساكي في اليابان – )؛ هو لاعب كرة قدم ياباني سابق كان يلعب كحارس مرمى.

## وصلات خارجية
- شوإيتشي أإيهمورا على موقع رابطة كرة القدم اليابانية للمحترفين (اليابانية)
- شوإيتشي أإيهمورا على موقع عالم كرة القدم.نت (الإنجليزية)